# Ingrid Landmark Tandrevold
Ingrid Landmark Tandrevold, née le 23 septembre 1996 à Bærum, est une biathlète norvégienne. Elle est triple championne du monde de relais et trois fois médaillée individuelle aux Championnats du monde. Elle remporte sa première victoire en Coupe du monde à la dernière course de la saison 2020-2021 : la mass start disputée à Östersund, ce qui lui permet de gagner le petit globe de la spécialité.

## Carrière
Elle est entrainée par Hans Anton Bjørndalen, frère d'Ole Einar Bjørndalen et fait ses débuts internationaux en 2014.
Aux Championnats du monde jeune 2015, elle remporte la médaille d'or sur la poursuite, la médaille d'argent sur l'individuel et la médaille de bronze sur le sprint et le relais. Au niveau national, elle remporte le titre de l'individuel en mars 2015.
Aux Championnats du monde junior 2016, elle remporte le titre junior du relais.
Aux Championnats d'Europe 2016, à Tioumen, elle remporte la médaille de bronze à la poursuite, à la mass-start et au relais simple mixte avec Vetle Sjåstad Christiansen.
Elle prend son premier départ quelques semaines plus tard en Coupe du monde à Khanty-Mansiïsk, où elle marque ses premiers points sur le sprint avec une 29e place.
Au début de l'hiver 2017-2018, elle remporte le relais mixte d'Östersund et son premier podium par l'occasion. Lors de l'étape suivante, elle est cinquième du sprint d'Hochfilzen.
Elle prend part aux Jeux olympiques d'hiver de 2018, à Pyeongchang, où elle se classe 59e du sprint, 42e de la poursuite, 43e de l'individuel et 4e du relais.
Ingrid Tandrevold monte pour la première fois sur un podium individuel de Coupe du monde le 20 janvier 2019 en prenant la deuxième place de la mass-start de Ruhpolding derrière Franziska Preuß et remporte une médaille dès la première course de sa carrière aux championnats du monde le 8 mars : l'argent dans le sprint mondial à Östersund, derrière Anastasia Kuzmina. Elle remporte le titre mondial du relais quelques heures plus tard. Tandrevold termine la saison 2019-2019 au onzième rang du classement général de Coupe du monde.
Elle réalise un excellent début de saison 2019-2020, montant trois fois sur le podium en décembre (deuxième du sprint et troisième de la poursuite d'Hochfilzen, puis deuxième de la poursuite du Grand-Bornand). Avec le relais féminin norvégien, elle remporte les six épreuves de la saison, dont le titre mondial à Antholz, tandis qu'en relais mixte elle doit se contenter de deux deuxièmes places. Ingrid Tandrevold entre dans le top 10 du classement général final de la Coupe du monde pour la première fois (7e).
Sur les Championnats du monde 2021, à Pokljuka, après des débuts discrets, elle remporte de nouveau une médaille individuelle sur l'individuel avec le bronze. Après une troisième médaille d'or consécutive obtenue sur le relais (avec Marte Olsbu Røiseland, Ida Lien et Tiril Eckhoff), elle obtient la médaille d'argent de la mass-start en terminant deuxième derrière Lisa Theresa Hauser. Dans des conditions extrêmement difficile, dues à de très fortes rafales de vents, elle gagne la mass-start finale de la saison à Östersund. Ce succès lui permet de décrocher son premier petit globe de cristal avec le prestigieux petit globe de la mass-start et de s'assurer la 7e place du classement général.
Aux Jeux olympiques de Pékin, elle se classe 8e de l'individuel et 5e du sprint. Lors de la poursuite, elle ressort du dernier tir debout en troisième position avec un 19/20, deux secondes derrière Elvira Öberg. Elle jette alors toutes ses forces dans la bataille pour tenter de disputer la médaille d'argent mais, finalement distancée par la Suédoise elle ne parvient pas non plus à décrocher la médaille de bronze car elle est victime d'un malaise à quelques hectomètres seulement de la ligne d'arrivée, terminant la course au ralenti et en état d'épuisement en 14e position alors qu'elle était 3ème à la sortie du dernier tir.Elle est ensuite rapidement prise en charge par l'encadrement médical norvégien qui décide le lendemain de la renvoyer en Norvège, l'empêchant de participer aux deux dernières épreuves des Jeux olympiques (le relais et la mass start). Elle avait été victime de problèmes cardiaques en coupe du monde à Oberhof en 2017 et 2021. Ses défaillances après le sprint, 2 jours plus tôt, et à la fin de la poursuite ont été attribuées à l'épuisement généré par des efforts extrêmes en altitude.
Après une solide saison 2022-2023 bouclée à la sixième place de la Coupe du monde avec plusieurs podiums et une belle médaille d'argent sur la mass-start aux Championnats du monde 2023, elle se montre encore plus performante lors de l'hiver 2023-2024 : elle remporte trois victoires plus le petit globe du sprint et termine à la troisième place du classement général de la coupe du monde de biathlon 2023-2024 remporté par Lisa Vittozzi, après avoir cependant connu l'échec en février aux mondiaux.
En juillet 2024, elle se fracture la main droite en participant à une compétition estivale, la Lofoten Skyrace, et voit sa préparation pour la nouvelle saison perturbée.
En ouverture de la saison 2024-2025 à Kontiolahti, elle éprouve des difficultés lors des deux premières épreuves individuelles : en raison de nouveaux troubles de son rythme cardiaque elle doit en effet à chaque fois couper son effort et s'arrêter à un moment de la course avant de poursuivre et terminer. Forfait pour la mass-start et les deux étapes suivantes du mois de décembre, elle rentre en Norvège pour se soigner. Elle est opérée du cœur une semaine avant Noël. Elle est de retour en Coupe du monde dès la reprise en janvier à Oberhof.

## Caractéristiques de ses performances sportives
Ces données sont fournies par le site officiel de l'IBU,.
Ingrid Tandrevold fait partie des biathlètes les plus rapides du circuit de la coupe du monde. Son tir couché est régulier et précis, contrairement à son tir debout qui est plus aléatoire et présente en moyenne un taux de réussite moins élevé.

### Ski de fond
| Saison    | Écart moyen sur la meilleure skieuse | Moyenne du classement de chaque temps de ski | Écart moyen par rapport à la médiane (%) | Classement à l'écart par rapport à la médiane |
| --------- | ------------------------------------ | -------------------------------------------- | ---------------------------------------- | --------------------------------------------- |
| 2015-2016 | +1:15.3                              | 33.5                                         | 0.0                                      | 50e                                           |
| 2016-2017 | +2:28.3                              | 58.7                                         | 3.1                                      | 114e                                          |
| 2017-2018 | +1:34.3                              | 32                                           | -0.7                                     | 37e                                           |
| 2018-2019 | +47.7                                | 12.2                                         | -2.5                                     | 13e                                           |
| 2019-2020 | +48.5                                | 12.7                                         | -2.7                                     | 12e                                           |
| 2020-2021 | +29.6                                | 9.3                                          | -3.1                                     | 6e                                            |
| 2021-2022 | +52.7                                | 14.2                                         | -2.7                                     | 13e                                           |
| 2022-2023 | +29.2                                | 8.3                                          | -3.8                                     | 5e                                            |
| 2023-2024 | +42.8                                | 6.5                                          | -4.6                                     | 3e                                            |
| 2024-2025 | +47.4                                | 6.5                                          | -3.0                                     | 11e                                           |

### Tir
| Saison    | Précision au tir couché (%) | Précision au tir debout (%) | Précision de tir (%) | Temps de tir moyen (s) |
| --------- | --------------------------- | --------------------------- | -------------------- | ---------------------- |
| 2015-2016 | 73                          | 93                          | 83                   | 31.9                   |
| 2016-2017 | 87                          | 73                          | 80                   | 38.0                   |
| 2017-2018 | 86                          | 83                          | 84                   | 33.4                   |
| 2018-2019 | 90                          | 74                          | 82                   | 31.5                   |
| 2019-2020 | 92                          | 75                          | 83                   | 31.5                   |
| 2020-2021 | 92                          | 74                          | 83                   | 32.4                   |
| 2021-2022 | 92                          | 82                          | 87                   | 31.8                   |
| 2022-2023 | 94                          | 79                          | 86                   | 28.2                   |
| 2023-2024 | 96                          | 74                          | 85                   | 29.8                   |
| 2024-2025 | 95                          | 70                          | 82                   | 30.0                   |

## Palmarès

### Jeux olympiques
| Édition / Épreuve | Individuel | Sprint | Poursuite | Mass start | Relais | Relais mixte |
| ----------------- | ---------- | ------ | --------- | ---------- | ------ | ------------ |
| Pyeongchang 2018  | 43e        | 59e    | 42e       | —          | 4e     | —            |
| Pékin 2022        | 8e         | 5e     | 14e       | —          | —      | —            |

Légende :
- — : non disputée par Tandrevold

### Championnats du monde
| Édition / Épreuve       | Individuel                | Sprint                   | Poursuite | Mass start               | Relais                   | Relais mixte             | Relais mixte simple       |
| ----------------------- | ------------------------- | ------------------------ | --------- | ------------------------ | ------------------------ | ------------------------ | ------------------------- |
| Östersund 2019          | 18e                       | Médaille d'argent, monde | 8e        | 11e                      | Médaille d'or, monde     | —                        | —                         |
| Antholz-Anterselva 2020 | 16e                       | 57e                      | 14e       | 16e                      | Médaille d'or, monde     | —                        | —                         |
| Pokljuka 2021           | Médaille de bronze, monde | 21e                      | 10e       | Médaille d'argent, monde | Médaille d'or, monde     | —                        | —                         |
| Oberhof 2023            | 11e                       | 14e                      | 4e        | Médaille d'argent, monde | 6e                       | Médaille d'or, monde     | —                         |
| Nove Mesto 2024         | 27e                       | 25e                      | 34e       | 10e                      | 10e                      | Médaille d'argent, monde | Médaille de bronze, monde |
| Lenzerheide 2025        | 39e                       | 23e                      | 18e       | 20e                      | Médaille d'argent, monde | 4e                       | —                         |

Légende :
- : première place, médaille d'or
- : deuxième place, médaille d'argent
- : troisième place, médaille de bronze
- — : non disputée par Tandrevold

### Coupe du monde
- Meilleur classement général : 3e en 2024.
- 2 petits globes de cristal :
  - Vainqueur du classement de la mass start en 2021.
  - Vainqueur du classement du sprint en 2024.
- 65 podiums :
  - 24 podiums individuels : 5 victoires, 14 deuxièmes places et 5 troisièmes places.
  - 24 podiums en relais : 16 victoires, 6 deuxièmes places et 2 troisièmes places.
  - 13 podiums en relais mixte : 5 victoires, 5 deuxièmes places et 3 troisièmes places.
  - 4 podiums en relais mixte simple : 1 victoire, 2 deuxièmes places et 1 troisième place.

Dernière mise à jour le 9 mars 2025

#### Classements annuels
| Saison    | Individuel | Individuel | Sprint | Sprint   | Poursuite | Poursuite | Mass start | Mass start | Général | Général  |
| Saison    | Points     | Position   | Points | Position | Points    | Position  | Points     | Position   | Points  | Position |
| --------- | ---------- | ---------- | ------ | -------- | --------- | --------- | ---------- | ---------- | ------- | -------- |
| 2015-2016 |            |            | 12     | 80e      | 4         | 85e       |            |            | 16      | 85e      |
| 2016-2017 | -          | nc         | -      | nc       | -         | nc        |            |            | -       | nc       |
| 2017-2018 | 21         | 35e        | 77     | 37e      | 65        | 36e       |            |            | 163     | 40e      |
| 2018-2019 | 76         | 8e         | 187    | 11e      | 150       | 19e       | 154        | 6e         | 563     | 11e      |
| 2019-2020 | 77         | 11e        | 172    | 11e      | 185       | 3e        | 127        | 13e        | 554     | 7e       |
| 2020-2021 | 61         | 11e        | 236    | 10e      | 181       | 12e       | 186        | 1re        | 707     | 8e       |
| 2021-2022 | 55         | 7e         | 142    | 22e      | 153       | 15e       | 120        | 5e         | 470     | 15e      |
| 2022-2023 | 147        | 4e         | 212    | 10e      | 262       | 6e        | 110        | 12e        | 731     | 6e       |
| 2023-2024 | 155        | 2e         | 418    | 1re      | 318       | 5e        | 153        | 7e         | 1044    | 3e       |
| 2024-2025 | 48         | 22e        | 143    | 15e      | 77        | 29e       | 24         | 41e        | 292     | 27e      |

#### Détail des victoires
| Saison \ Épreuve | Individuel   | Sprint                | Poursuite | Mass start | Total |
| 2020-2021        |              |                       |           | Östersund  | 1     |
| 2023-2024        | Holmenkollen | Hochfilzen Ruhpolding |           |            | 3     |
| 2024-2025        |              | Nové Město            |           |            | 1     |
| Total            | 1            | 3                     | 0         | 1          | 5     |

 Dernière mise à jour le 7 mars 2025 

#### Résultats détaillés en Coupe du monde
| Résultats détaillés en Coupe du monde | Résultats détaillés en Coupe du monde | Résultats détaillés en Coupe du monde | Résultats détaillés en Coupe du monde | Résultats détaillés en Coupe du monde | Résultats détaillés en Coupe du monde | Résultats détaillés en Coupe du monde | Résultats détaillés en Coupe du monde | Résultats détaillés en Coupe du monde | Résultats détaillés en Coupe du monde | Résultats détaillés en Coupe du monde | Résultats détaillés en Coupe du monde | Résultats détaillés en Coupe du monde | Résultats détaillés en Coupe du monde | Résultats détaillés en Coupe du monde | Résultats détaillés en Coupe du monde | Résultats détaillés en Coupe du monde | Résultats détaillés en Coupe du monde | Résultats détaillés en Coupe du monde | Résultats détaillés en Coupe du monde | Résultats détaillés en Coupe du monde | Résultats détaillés en Coupe du monde | Résultats détaillés en Coupe du monde | Résultats détaillés en Coupe du monde | Résultats détaillés en Coupe du monde | Résultats détaillés en Coupe du monde | Résultats détaillés en Coupe du monde | Résultats détaillés en Coupe du monde | Résultats détaillés en Coupe du monde | Résultats détaillés en Coupe du monde | Résultats détaillés en Coupe du monde |
| Saison                                | 1                                     | 2                                     | 3                                     | 4                                     | 5                                     | 6                                     | 7                                     | 8                                     | 9                                     | 10                                    | 11                                    | 12                                    | 13                                    | 14                                    | 15                                    | 16                                    | 17                                    | 18                                    | 19                                    | 20                                    | 21                                    | 22                                    | 23                                    | 24                                    | 25                                    | 26                                    | Courses                               | Points                                | Classement                            |                                       |
| ------------------------------------- | ------------------------------------- | ------------------------------------- | ------------------------------------- | ------------------------------------- | ------------------------------------- | ------------------------------------- | ------------------------------------- | ------------------------------------- | ------------------------------------- | ------------------------------------- | ------------------------------------- | ------------------------------------- | ------------------------------------- | ------------------------------------- | ------------------------------------- | ------------------------------------- | ------------------------------------- | ------------------------------------- | ------------------------------------- | ------------------------------------- | ------------------------------------- | ------------------------------------- | ------------------------------------- | ------------------------------------- | ------------------------------------- | ------------------------------------- | ------------------------------------- | ------------------------------------- | ------------------------------------- | ------------------------------------- |
| 2015-2016                             |                                       |                                       |                                       |                                       |                                       |                                       |                                       |                                       |                                       |                                       |                                       |                                       |                                       |                                       |                                       |                                       |                                       |                                       |                                       | .                                     | .                                     | .                                     | .                                     |                                       |                                       |                                       | 2 / 25                                | 16                                    | 85e                                   |                                       |
| 2015-2016                             | IN                                    | SP                                    | PU                                    | SP                                    | PU                                    | SP                                    | PU                                    | MS                                    | SP                                    | PU                                    | MS                                    | IN                                    | MS                                    | SP                                    | PU                                    | SP                                    | MS                                    | SP                                    | PU                                    | SP                                    | PU                                    | IN                                    | MS                                    | SP 29e                                | PU 37e                                | MS Ann.                               | 2 / 25                                | 16                                    | 85e                                   |                                       |
| 2016-2017                             |                                       |                                       |                                       |                                       |                                       |                                       |                                       |                                       |                                       |                                       |                                       |                                       |                                       |                                       |                                       | .                                     | .                                     | .                                     | .                                     |                                       |                                       |                                       |                                       |                                       |                                       |                                       | 7 / 26                                | 0                                     | n.c.                                  |                                       |
| 2016-2017                             | IN 86e                                | SP                                    | PU                                    | SP                                    | PU                                    | SP                                    | PU                                    | MS                                    | SP 48e                                | PU 47e                                | MS                                    | SP 57e                                | PU 49e                                | IN                                    | MS                                    | SP                                    | PU                                    | IN                                    | MS                                    | SP                                    | PU                                    | SP                                    | PU                                    | SP 48e                                | PU 49e                                | MS                                    | 7 / 26                                | 0                                     | n.c.                                  |                                       |
| 2017-2018                             |                                       |                                       |                                       |                                       |                                       |                                       |                                       |                                       |                                       |                                       |                                       |                                       |                                       |                                       |                                       | .                                     | .                                     | .                                     | .                                     |                                       |                                       |                                       |                                       |                                       |                                       |                                       | 11 / 22                               | 163                                   | 40e                                   |                                       |
| 2017-2018                             | IN 31e=                               | SP                                    | PU                                    | SP 5e                                 | PU 17e                                | SP                                    | PU                                    | MS                                    | SP 33e                                | PU 26e                                | IN 30e                                | MS                                    | SP                                    | PU                                    | MS                                    | SP 59e                                | PU 42e                                | IN 43e                                | MS                                    | SP 89e                                | MS                                    | SP 23e                                | PU 23e                                | SP 30e                                | PU 33e                                | MS                                    | 11 / 22                               | 163                                   | 40e                                   |                                       |
| 2018-2019                             |                                       |                                       |                                       |                                       |                                       |                                       |                                       |                                       |                                       |                                       |                                       |                                       |                                       |                                       |                                       |                                       |                                       |                                       |                                       | .                                     | .                                     | .                                     | .                                     |                                       |                                       |                                       | 25 / 25                               | 559                                   | 11e                                   |                                       |
| 2018-2019                             | IN 28e                                | SP 27e                                | PU 30e                                | SP 20e                                | PU 17e                                | SP 34e                                | PU 37e                                | MS 6e                                 | SP 14e                                | PU 15e                                | SP 26e                                | MS 2e                                 | SP 24e                                | PU 17e                                | MS 26e                                | SI 5e                                 | SP Ann.                               | SP 34e                                | PU 18e                                | SP 2e                                 | PU 8e                                 | IN 18e                                | MS 11e                                | SP 16e                                | PU 37e                                | MS 19e                                | 25 / 25                               | 559                                   | 11e                                   |                                       |
| 2019-2020                             |                                       |                                       |                                       |                                       |                                       |                                       |                                       |                                       |                                       |                                       |                                       |                                       |                                       | .                                     | .                                     | .                                     | .                                     |                                       |                                       |                                       |                                       |                                       |                                       |                                       |                                       |                                       | 21 / 21                               | 554                                   | 7e                                    |                                       |
| 2019-2020                             | SP 25e                                | IN 4e                                 | SP 2e                                 | PU 3e                                 | SP 6e                                 | PU 2e                                 | MS 12e                                | SP 34e                                | MS 23e                                | SP 32e                                | PU 14e                                | IN 32e                                | MS 8e                                 | SP 57e                                | PU 14e                                | IN 16e                                | MS 16e                                | SP 25e=                               | MS 18e                                | SP 9e                                 | PU 12e                                | SP Ann.                               | PU Ann.                               | MS Ann.                               |                                       |                                       | 21 / 21                               | 554                                   | 7e                                    |                                       |
| 2020-2021                             |                                       |                                       |                                       |                                       |                                       |                                       |                                       |                                       |                                       |                                       |                                       |                                       |                                       |                                       |                                       | .                                     | .                                     | .                                     | .                                     |                                       |                                       |                                       |                                       |                                       |                                       |                                       | 24 / 26                               | 707                                   | 8e                                    |                                       |
| 2020-2021                             | IN 28e                                | SP 21e                                | SP 11e                                | PU 6e                                 | SP 19e                                | PU 19e                                | SP 2e                                 | PU 4e                                 | MS 12e                                | SP 73e                                | PU                                    | SP Ab.                                | MS 4e                                 | IN 35e                                | MS 28e                                | SP 21e                                | PU 10e                                | IN 3e                                 | MS 2e                                 | SP 6e                                 | PU 12e                                | SP 17e                                | PU 24e                                | SP 3e                                 | PU 23e                                | MS 1er                                | 24 / 26                               | 707                                   | 8e                                    |                                       |
| 2021-2022                             |                                       |                                       |                                       |                                       |                                       |                                       |                                       |                                       |                                       |                                       |                                       |                                       |                                       |                                       |                                       | .                                     | .                                     | .                                     | .                                     |                                       |                                       |                                       |                                       |                                       |                                       |                                       | 20 / 22                               | 470                                   | 15e                                   |                                       |
| 2021-2022                             | IN 20e                                | SP 27e                                | SP 35e                                | PU 15e                                | SP 53e                                | PU 15e                                | SP 22e                                | PU 22e                                | MS 17e                                | SP 5e                                 | PU 9e                                 | SP                                    | PU                                    | IN 8e                                 | MS 12e                                | IN 8e                                 | SP 5e                                 | PU 14e                                | MS                                    | SP 33e                                | PU 21e                                | SP 5e                                 | MS 12e                                | SP 26e                                | PU 11e                                | MS 6e                                 | 20 / 22                               | 470                                   | 15e                                   |                                       |
| 2022-2023                             |                                       |                                       |                                       |                                       |                                       |                                       |                                       |                                       |                                       |                                       |                                       |                                       |                                       |                                       | .                                     | .                                     | .                                     | .                                     |                                       |                                       |                                       |                                       |                                       |                                       |                                       |                                       | 20 / 20                               | 731                                   | 6e                                    |                                       |
| 2022-2023                             | IN 2e                                 | SP 6e                                 | PU 14e                                | SP 13e                                | PU 2e                                 | SP 18e                                | PU 4e                                 | MS 10e                                | SP 9e                                 | PU 9e                                 | IN 7e                                 | MS 16e                                | SP 52e                                | PU 38e                                | SP 14e                                | PU 4e                                 | IN 11e                                | MS 2e                                 | SP 2e                                 | PU 2e                                 | IN 7e                                 | MS 9e                                 | SP 27e                                | PU Ann.                               | MS 19e                                |                                       | 20 / 20                               | 731                                   | 6e                                    |                                       |
| 2023-2024                             |                                       |                                       |                                       |                                       |                                       |                                       |                                       |                                       |                                       |                                       |                                       |                                       |                                       |                                       | .                                     | .                                     | .                                     | .                                     |                                       |                                       |                                       |                                       |                                       |                                       |                                       |                                       | 21 / 21                               | 1044                                  | 3e                                    |                                       |
| 2023-2024                             | IN 7e                                 | SP 6e                                 | PU 5e                                 | SP 1re                                | PU 3e                                 | SP 2e                                 | PU 15e                                | MS 5e                                 | SP 17e                                | PU 3e                                 | SP 1re                                | PU 2e                                 | SI 12e                                | MS 17e                                | SP 25e                                | PU 34e                                | IN 27e                                | MS 10e                                | IN 1re                                | MS 4e                                 | SP 2e                                 | PU 11e                                | SP 17e                                | PU 19e                                | MS 8e<                                |                                       | 21 / 21                               | 1044                                  | 3e                                    |                                       |
| 2024-2025                             |                                       |                                       |                                       |                                       |                                       |                                       |                                       |                                       |                                       |                                       |                                       |                                       |                                       |                                       | .                                     | .                                     | .                                     | .                                     |                                       |                                       |                                       |                                       |                                       |                                       |                                       |                                       | 10 / 21                               | 292                                   | 27e                                   |                                       |
| 2024-2025                             | SI 17e                                | SP 32e                                | MS                                    | SP                                    | PU                                    | SP                                    | PU                                    | MS                                    | SP 15e                                | PU 15e                                | IN                                    | MS                                    | SP                                    | PU                                    | SP 23e                                | PU 18e                                | IN 39e                                | MS 20e                                | SP 1re                                | PU 17e                                | SI 17e                                | MS 17e                                | SP 55e                                | PU 39e                                | MS                                    |                                       | 10 / 21                               | 292                                   | 27e                                   |                                       |

### Championnats d'Europe Open
| Édition \ Épreuve   | Individuel                       | Sprint | Poursuite                  | Mass start                       | Relais mixte | Relais mixte simple        |
| ------------------- | -------------------------------- | ------ | -------------------------- | -------------------------------- | ------------ | -------------------------- |
| Tioumen 2016        | Épreuve inexistante à cette date | 15e=   | Médaille de bronze, Europe | Médaille de bronze, Europe       | —            | Médaille de bronze, Europe |
| Duszniki-Zdrój 2017 | 37e                              | 47e=   | 16e                        | Épreuve inexistante à cette date | —            | Médaille d'argent, Europe  |

Légende :
- : première place, médaille d'or
- : deuxième place, médaille d'argent
- : troisième place, médaille de bronze
- — : non disputée par Tandrevold
- : pas d'épreuve

### Championnats du monde juniors
| Édition \ Épreuve     | Individuel               | Sprint                    | Poursuite                 | Relais                    |
| --------------------- | ------------------------ | ------------------------- | ------------------------- | ------------------------- |
| Minsk-Raubichi 2015   | Médaille d'argent, monde | Médaille de bronze, monde | Médaille d'or, monde      | Médaille de bronze, monde |
| Cheile Gradistei 2016 | 6e                       | 9e                        | 5e                        | Médaille d'or, monde      |
| Brezno-Osrblie 2017   | 10e                      | Médaille d'argent, monde  | Médaille de bronze, monde | Médaille d'or, monde      |

Légende :
- participation aux Championnats du monde de la jeunesse

- : première place, médaille d'or
- : deuxième place, médaille d'argent
- : troisième place, médaille de bronze

## Vie privée et santé
Ingrid Tandrevold est marié depuis juin 2024 avec le fondeur norvégien Trygve B. Markset.
Elle épaule à gauche.
Elle tient une chaîne Youtube qu'elle alimente régulièrement avec des vlogs et également, jusqu'en octobre 2022, un podcast en commun avec sa meilleure amie et coéquipière Tiril Eckhoff nommé Kant Ut.
Elle a été prise de malaises, lors de deux épreuves de coupe du monde de biathlon en 2017 et 2021 sur la piste d'Oberhof. Elle a dû abandonner lors de ces courses, victime de fibrillation auriculaire. En décembre 2024, prise à nouveau de malaises cardiaques, elle est opérée avec succès pour éliminer une tachycardie par réentrée nodale auriculo-ventriculaire.